# 凯特琳·古雷吉安
凯特琳·古雷吉安（英語：Katelin Guregian，1987年8月16日—），旧姓斯奈德（Snyder），美国女子赛艇运动员。她曾代表美国参加2016年和2020年夏季奥林匹克运动会赛艇比赛，其中2016年奥运会获得一枚金牌。